# Ferdinand Petrovič Wrangel
Ferdinand Petrovič Wrangel, celým jménem Ferdinand Friedrich Georg Ludwig, baron von Wrangel, někdy též uváděn v českém přepise Vrangeľ (9. ledna 1797, Pskov – 6. června 1870, Tartu) byl ruský námořník a polárník.

## Život
Narodil se v rodině baltských Němců v Rusku. Jeho děd sloužil u carského dvora a měl rozsáhlé majetky, ale za vlády carevny Kateřiny II. o majetek přišel. Ferdinandovi rodiče tak zůstali bez prostředků a zemřeli ještě když byl Ferdinand malý. Byl poté vychován u příbuzných.
Již jako dítě se též seznámil s významným mořeplavcem Kruzenšternem, jehož vyprávění o slavných plavbách ho fascinovalo a přivedlo k rozhodnutí stát se námořníkem. Vystudoval námořní kadetní školu. Spolu se spolužákem Petrem Fjodorovičem Anžu pak odešli po studiích roku 1815 do Tallinnu, kde chtěli sloužit v místním odřadu baltské flotily.
Wrangel však zjistil, že kapitán Golovnin chystá cestu kolem světa na lodi Kamčatka. Přemluvil Golovnina, aby ho na cestu vzal, byť jako prostého námořníka. Na palubě Kamčatky pak strávil dva roky. Během expedice se Wrangel jednak seznámil s Fjodorem Maťuškinem, s nímž později hojně spolupracoval a udělal z něj svého zástupce, a také během plavby zdokonalil své znalosti ze zeměpisu, astronomie a mořeplavby.
Po skončení expedice roku 1819 Golovnin naplánoval novou výpravu, a to průzkum ústí řek Jany a Kolymy na severu Sibiře. Wrangel vedl kolymský oddíl. V roce 1821 prozkoumal sibiřské pobřeží až k Šelingovu mysu. Na saních učinil několik výprav po zamrzlém ledovém oceánu. Dospěl až k 72° severní šířky. Prozkoumal přitom Medvědí ostrovy. Jedním z cílů těchto výpadů na sever bylo objevit tajuplnou severskou zemi, o níž cestovatelům vyprávěli Čukčové. Mínili tím pravděpodobně ostrov, který o dvacet let později objevil anglický mořeplavec Henry Kellett, a který je dnes pojmenován právě po Wrangelovi. Výprava skončila v létě 1824. Jedním z Wrangelových závěrů bylo, že pro cestu na severní pól by bylo nejlepším výchozím bodem severní pobřeží Grónska.
Roku 1824 se vrátil do Petrohradu, tam ale nevydržel dlouho. V srpnu 1825 už byl na další cestě, na zásobovací lodi Krotkij chtěl plout znovu kolem světa, tentokrát z Kronštadtu na Aljašku. Zastavil se přitom v Brazílii, poté plul kolem mysu Horn do chilského Valparaísa a na Markézy. Další zastávkou byl ostrov Nuku Hiva, kde vybudoval základnu. V srpnu 1826 úspěšně přistál u břehů Aljašky. V září 1827 se výprava vrátila do Kronštadtu.
Tato úspěšná výprava mu zajistila věhlas a dočkal se i funkcí: V letech 1829-36 byl Wrangel správcem ruských osad na Aljašce, 1838-49 ředitelem Rusko-americké společnosti v Petrohradě. Pracoval i pro Ruskou geografickou společnost. Během krymské války byl znovu povolán do služby, v letech 1855-1857 byl dokonce ministrem námořnictva. Nakonec byl povýšen do hodnosti admirála.
Těsně před smrtí ostře protestoval proti prodeji Aljašky Spojeným státům americkým, ovšem neúspěšně. Na Aljašce je po něm pojmenována sopka ležící ve Wrangellově pohoří. Jeho jméno rovněž nese aljašská osada a jeden z mnoha aljašských ostrovů.